# Matteo Piantedosi
Matteo Piantedosi (Nápoles, 20 de abril de 1963) es un funcionario y político italiano que ha ocupado el puesto de Ministro del Interior en el Gobierno Meloni desde el 22 de octubre de 2022. Políticamente independiente, es cercano al líder de la Liga Norte, Matteo Salvini. Con anterioridad, había sido prefecto de las provincias de Lodi (2011-2012), Bolonia (2017-2018) y Roma (2020-2022), así como jefe de gabinete en el Ministerio del Interior bajo Salvini y luego Luciana Lamorgese (2018-2020).

## Biografía

### Vida privada
Matteo Piantedos está casado con Paola Berardino, prefecto de la provincia de Grosseto, con quien tiene dos hijas. Aunque nació en Nápoles, creció en el pueblo de su padre, Pietrastornina, en la provincia de Avellino, también en Campania, donde recibió la ciudadanía honoraria y mantuvo una casa.

## Premio
| premio o condecoración | premio o condecoración                   | País   | Fecha                 |
| ---------------------- | ---------------------------------------- | ------ | --------------------- |
|                        | Orden al Mérito de la República Italiana | Italia | 10 de octubre de 2016 |